# Persone di nome Terence
| Questa pagina contiene informazioni ricavate automaticamente dalle voci biografiche con l'ausilio del template Bio e di un bot. L'aggiornamento è periodico e automatico e ricostruisce completamente la pagina. Se manca una persona in questa lista, sei pregato di non aggiungerla, ma accertati piuttosto che la sua voce biografica contenga il template Bio e che i dati anagrafici siano correttamente compilati. Se il template Bio manca, inseriscilo tu stesso o, in alternativa, metti l'avviso {{tmp\|Bio}} che ne segnala la mancanza. Se i dati riportati sono sbagliati, correggi direttamente la voce biografica; le modifiche saranno visibili in questa lista entro pochi giorni. Per chiarimenti vedi il progetto antroponimi. La lista contiene solo le 90 persone che sono citate nell'enciclopedia e per le quali è stato implementato correttamente il template Bio. Pagina aggiornata al 16 ott 2024. |

Questa è una lista di persone presenti nell'enciclopedia che hanno il prenome Terence, suddivise per attività principale.

## Allenatori di calcio(8)
- Terry Bullivant, allenatore di calcio e ex calciatore inglese (Lambeth, n. 1956)
- Terry Butcher, allenatore di calcio e ex calciatore inglese (Singapore, n. 1958)
- Terry Connor, allenatore di calcio e ex calciatore inglese (Leeds, n. 1962)
- Terry Cooke, allenatore di calcio e ex calciatore inglese (Marston Green, n. 1976)
- Terry Dolan, allenatore di calcio e ex calciatore inglese (Bradford, n. 1950)
- Terry Fenwick, allenatore di calcio e ex calciatore britannico (Seaham, n. 1959)
- Terry McDermott, allenatore di calcio e ex calciatore britannico (Kirkby, n. 1951)
- Terence Westley, allenatore di calcio inglese (Ipswich, n. 1959)

## Astronauti(1)
- Terence Henricks, ex astronauta statunitense (Bryan, n. 1952)

## Attori(9)
- Terence Bayler, attore neozelandese (Wanganui, n. 1930 - Londra, † 2016)
- Terence Hill, attore e regista italiano (Venezia, n. 1939)
- Finn Jones, attore britannico (Londra, n. 1988)
- Terence Kelly, attore canadese (Toronto, n. 1944)
- Terence Knox, attore statunitense (Richland, n. 1946)
- Terence McGovern, attore e doppiatore statunitense (Berkeley, n. 1942)
- Steve McQueen, attore e pilota automobilistico statunitense (Beech Grove, n. 1930 - Ciudad Juárez, † 1980)
- Spike Milligan, attore, scrittore e musicista irlandese (Ahmednagar, n. 1918 - Rye, † 2002)
- Terence Stamp, attore e doppiatore britannico (Stepney, n. 1938)

## Bassisti(2)
- Geezer Butler, bassista e compositore britannico (Birmingham, n. 1949)
- Jet Harris, bassista e chitarrista britannico (Londra, n. 1939 - Winchester, † 2011)

## Batteristi(3)
- Terry Chimes, batterista britannico (Londra, n. 1956)
- Terry Cox, batterista inglese (High Wycombe, n. 1937)
- Terry Williams, batterista britannico (Swansea, n. 1948)

## Bobbisti(1)
- Terence Arnold, bobbista britannico (Peshawar, n. 1901 - Salisbury, † 1986)

## Calciatori(17)
- Terry Anderson, calciatore inglese (Woking, n. 1944 - Great Yarmouth, † 1980)
- Terry Brisley, ex calciatore inglese (Stepney, n. 1950)
- Terry Dyson, ex calciatore inglese (Malton, n. 1934)
- Terence Groothusen, calciatore olandese (Amsterdam, n. 1996)
- Ted Hanney, calciatore e allenatore di calcio inglese (Reading, n. 1889 - Reading, † 1964)
- Terry Hibbitt, calciatore inglese (Chester-le-Street, n. 1947 - Newcastle-upon-Tyne, † 1994)
- Terry Howard, ex calciatore inglese (Stepney, n. 1966)
- Terence Kongolo, calciatore olandese (Friburgo, n. 1994)
- Terry Lees, ex calciatore inglese (Stoke-on-Trent, n. 1952)
- Terry Mancini, ex calciatore irlandese (Camden Town, n. 1942)
- Terry McFlynn, ex calciatore britannico (Swatragh, n. 1981)
- Terry Medwin, calciatore gallese (Swansea, n. 1932 - Swansea, † 2024)
- Terry Moore, ex calciatore canadese (Moncton, n. 1958)
- Terence Scerri, calciatore maltese (Senglea, n. 1984)
- Terence Vancooten, calciatore guyanese (Kingston upon Thames, n. 1997)
- Terence Vella, calciatore maltese (Pietà, n. 1990)
- Terry Yorath, ex calciatore e allenatore di calcio gallese (Cardiff, n. 1950)

## Canottieri(1)
- Terence Sanders, canottiere britannico (Charleville, n. 1901 - Dorking, † 1985)

## Cantanti(4)
- Blondie Chaplin, cantante e chitarrista sudafricano (Durban, n. 1951)
- Adam Faith, cantante e attore britannico (Acton, n. 1940 - Stoke-on-Trent, † 2003)
- Terry Hall, cantante e musicista britannico (Coventry, n. 1959 - † 2022)
- Terence Jay, cantante e attore statunitense (New Jersey, n. 1985)

## Cardinali(1)
- Terence Cooke, cardinale e arcivescovo cattolico statunitense (New York, n. 1921 - New York, † 1983)

## Cestisti(6)
- Terry Black, ex cestista statunitense (Milwaukee, n. 1978)
- Terence Davis, cestista statunitense (Southaven, n. 1997)
- Terence Dials, ex cestista statunitense (Detroit, n. 1983)
- Terence Morris, ex cestista statunitense (Frederick, n. 1979)
- T.J. Parker, ex cestista e allenatore di pallacanestro francese (Valenciennes, n. 1984)
- Terence Stansbury, ex cestista e allenatore di pallacanestro statunitense (Los Angeles, n. 1961)

## Combinatisti nordici(1)
- Terence Weber, combinatista nordico tedesco (Geyer, n. 1996)

## Critici letterari(1)
- Terry Eagleton, critico letterario inglese (Salford, n. 1943)

## Drammaturghi(1)
- Terence Rattigan, commediografo e sceneggiatore britannico (Londra, n. 1911 - Hamilton, † 1977)

## Economisti(2)
- Terence Wilmot Hutchison, economista inglese (Bournemouth, n. 1912 - Winchester, † 2007)
- Jim O'Neill, economista britannico (Manchester, n. 1957)

## Generali(1)
- Terence Sydney Airey, generale britannico (King's Lynn, n. 1900 - Durham, † 1983)

## Giocatori di football americano(2)
- Terry McDaniel, ex giocatore di football americano statunitense (Mansfield, n. 1965)
- Terence Steele, giocatore di football americano statunitense (San Antonio, n. 1997)

## Marciatori(1)
- Tebbs Lloyd Johnson, marciatore britannico (Melton Mowbray, n. 1900 - Coventry, † 1984)

## Matematici(1)
- Terence Tao, matematico australiano (Adelaide, n. 1975)

## Militari(1)
- Terence Keyes, ufficiale e diplomatico inglese (n. 1877 - Hastings, † 1939)

## Musicisti(1)
- Terence Blanchard, musicista e compositore statunitense (New Orleans, n. 1962)

## Nuotatori(1)
- Terence Parkin, nuotatore sudafricano (Bulawayo, n. 1980)

## Pallanuotisti(2)
- Terry Miller, pallanuotista britannico (Londra, n. 1932 - † 2014)
- Terry Schroeder, ex pallanuotista e allenatore di pallanuoto statunitense (Santa Barbara, n. 1958)

## Piloti motociclistici(1)
- Terry Rymer, pilota motociclistico britannico (Folkestone, n. 1967)

## Pittori(1)
- Terry Frost, pittore inglese (Leamington Spa, n. 1915 - Hayle, † 2003)

## Politici(2)
- Terry McAuliffe, politico e imprenditore statunitense (Syracuse, n. 1957)
- Terence O'Neill, politico britannico (Londra, n. 1914 - Lymington, † 1990)

## Pugili(2)
- Terence Crawford, pugile statunitense (Omaha, n. 1987)
- Terry Spinks, pugile britannico (West Ham, n. 1938 - Chadwell Heath, † 2012)

## Registi(5)
- Terence Davies, regista e sceneggiatore britannico (Liverpool, n. 1945 - Mistley, † 2023)
- Terence Fisher, regista britannico (Londra, n. 1904 - Twickenham, † 1980)
- Wei Wu Wei, regista, direttore teatrale e filosofo inglese (Felixstowe, n. 1895 - Principato di Monaco, † 1986)
- Terence H. Winkless, regista e produttore cinematografico statunitense (Springfield)
- Terence Young, regista britannico (Shanghai, n. 1915 - Cannes, † 1994)

## Registi teatrali(1)
- Terry Hands, regista teatrale britannico (Aldershot, n. 1941 - Londra, † 2020)

## Rugbisti a 15(2)
- Terry Kingston, ex rugbista a 15 e allenatore di rugby a 15 irlandese (Cork, n. 1963)
- Terry Wright, ex rugbista a 15 neozelandese (Auckland, n. 1963)

## Sceneggiatori(1)
- Terence Winter, sceneggiatore e produttore televisivo statunitense (New York, n. 1960)

## Schermidori(1)
- Terence Joubert, schermidore francese (Les Ulis, n. 1982)

## Sciatori freestyle(1)
- Terence Tchiknavorian, sciatore freestyle francese (Avignone, n. 1992)

## Scrittori(4)
- Terry Brooks, scrittore statunitense (Sterling, n. 1944)
- Terence McKenna, scrittore, naturalista e filosofo statunitense (Paonia, n. 1946 - San Rafael, † 2000)
- Terry Waite, scrittore britannico (Bollington, n. 1939)
- T. H. White, scrittore britannico (Bombay, n. 1906 - Atene, † 1964)

## Vescovi cattolici(1)
- Terence Albert O'Brien, vescovo cattolico irlandese (Tuogh, n. 1601 - Limerick, † 1651)